# Alfarería en Asturias
La alfarería en Asturias (España) comprende el conjunto de alfares rurales de producción cerámica existentes en la zona asturiana de la cornisa Cantábrica a lo largo de su historia, caracterizados por sus técnicas primitivas y su endemismo, destacando la cerámica negra bruñida. Sus centros más importantes y todavía activos fueron Llamas del Mouro, Miranda y Faro, a ellos se podría añadir San Miguel de Ceceda, cuya labor alfarera desapareció a comienzos del siglo xx.

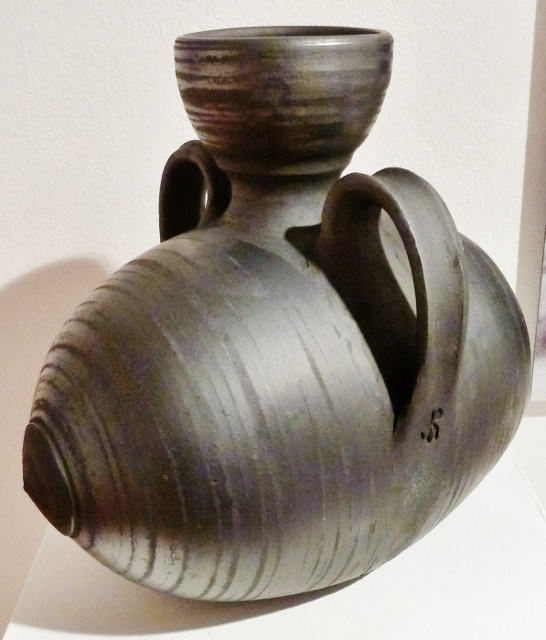
Tonel (o ‘penada’) de la serie de alfarería negra de Llamas del Mouro, en el concejo de Cangas del Narcea.

## Documentación histórica
Los restos arqueológicos más antiguos relacionados con el oficio de la alfarería en Asturias se remontan al Neolítico, con escasos materiales del periodo romano y posteriores periodos histórico-culturales de la zona septentrional de la península ibérica. La tradición alfarera queda documentada en el Archivo Notarial de Oviedo, ya mediado el siglo xvii. Su industria, que llegaría a dar trabajo a 154 alfares según el censo del marqués de la Ensenada en 1797, quedaría reducido a apenas tres focos al inicio del siglo xxi.

## Alfarería negra no vidriada
La obra sin vidriar, la más primitiva en el ámbito de la alfarería asturiana en general, produjo desde fecha tan antigua como de difícil datación piezas de cerámica negra para el fuego como cazuelas con cobertera, llamadas ollas, con una o dos asas (horizontales o verticales situadas en la parte baja de la vasija), pucheros o potes y otros modelos mixtos. Para el agua, la leche (queseras y botías), miel o sidra; para el agua destaca el ‘barbón’, cántaro mediano provisto de un colador o criba en su cuello, y tres asas, la más alta de ellas muy curvada; también para agua está la ‘penada’, cántaro que al parecer llevaba en su interior «una bolita de barro para evitar la formación de líquenes».  

## Cerámica vidriada

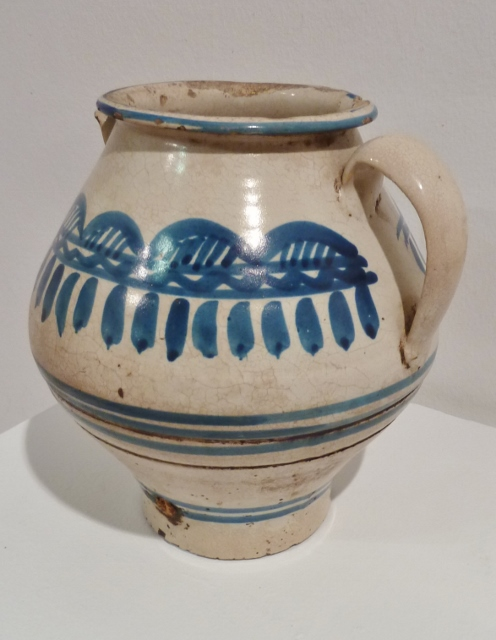
Botía para batir manteca de “El Rayu”. Vega de Poja, Siero.

De la variada producción vidriada o esmaltada, hay que anotar, en las técnicas el tradicional vedrío plumbífero transparente y la loza esmaltada blanca con barniz estannífero hecha con sílice, sal de plomo, estaño y agua; utilizando para la coloración resultante el cobre para el verde, el manganeso para tonos amarronados, el óxido de cobalto para los azules y el antimonio para el meloso y el amarillo. Entre las formas o piezas más representativas pueden citarse: las escudillas «decoradas en verde y amarillo sobre baño blanco»,; las fuentes, casi semiesféricas y cuya misteriosa característica es la circunstancia de que en ellas no aparezca la popular ‘paxara’ distintiva y endémica de la decoración cerámica asturiana; las almofías, platos de 20 a 30 cm de diámetro, casi siempre ambientadas con el pájaro-pez (‘paxara’), como en los platos llanos pequeños; las aceiteras y el ‘barbón’ de tres asas y criba en la embocadura.

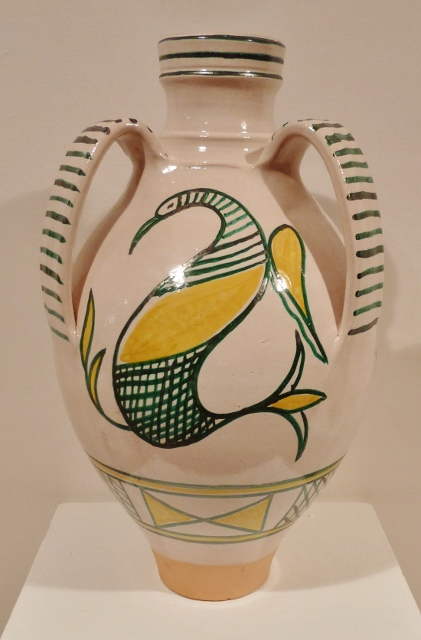
‘Barbón’ decorado con la ‘Páxara’ (premio nacional de alfarería en 1976). Alfarería vidriada de Faro, Asturias

## Motivos de cerámica decorada
Son especialmente interesantes los motivos decorativos. Desde los simples dibujos geométricos, líneas rectas y onduladas, círculos y espirales verdes y amarillas, y las volutas (o enrejados) para los bordes de los platos, hasta las representaciones figurativas como flores y motivos vegetales o animales. Los focos más importantes la producción de loza de ‘El Rayu’ en Vega de Poja (Siero), la alfarería vidriada de Faro (Oviedo) y la primitiva loza mirandina.
Las decoraciones también recibieron influencia, sobre todo a partir del siglo XVII, de nuevos gustos estéticos venidos de otros puntos de Europa, al compás de los nuevos usos que se le daba a la cerámica. Esto dio pie a una paulatina especialización de los artesanos y a imitación/influencia de patrones decorativos venidos de otros talleres. Tenemos, por ejemplo, el caso de la cerámica de Faro, con influencia en sus patrones decorativos algunos talleres de Francia e Italia, pero también Fajalauza, Talavera de la Reina y Holanda. En el caso de la cerámica de Miranda, la influencia de Talavera existe y también la portuguesa.

## Focos principales
Al margen de la nueva instalación de talleres alfareros en localidades como Villa (Corvera), Cruz de Illas (Miranda de Avilés) y Arnao (Castrillón), los focos alfareros tradicional e históricamente activos más importantes son:

### Faro
En el ámbito geográfico de la parroquia de Santa María de Limanes, junto a la capital del Principado y San Esteban de las Cruces, los alfareros de Faro se documentaron ya «en las Crónicas del Rey Pelayo». También me mencionan en el Catastro de Ensenada, que en el año 1749 hace inventario de «sesenta y cinco personas que además del ejercicio de la labranza, trabajan y fabrican ollas, jarras y otras vasijas de barro». Así mismo, en el siglo xix la actividad alfarera de «una fábrica de loza ordinaria» que daba trabajo a 40 personas, se recogía el Diccionario geográfico-estadístico-histórico (1846-1850) de Pascual Madoz.

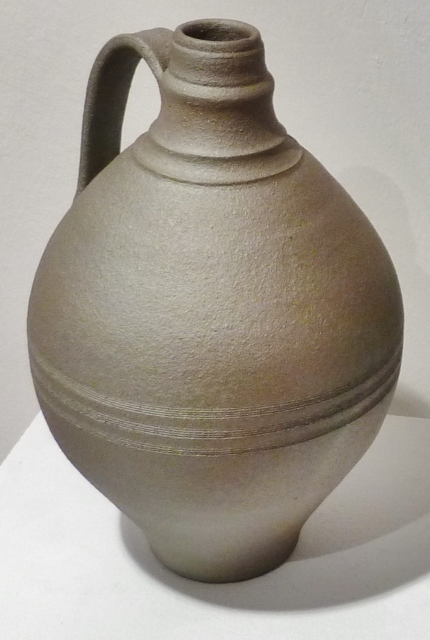
‘Penada’ de la alfarería negra de Faro.

Ya a finales del siglo xx José Manuel Feito enumera una variada colección de piezas características de Faro; así por ejemplo, la «escudiella» (vidriada o sin vidriar), el botijo de gallo, la ‘botía’ mantequera, el ‘barbón’, la ‘penada’, la ‘pañiella’ para medir la sidra, la ‘tarreña’, almofía o palangana (que Seseña describe como «puchero para cocer castañas»), además de producción de platos, cazuelas, «xarros», barreños y macetas. También anota Feito que de Faro salieron artesanos del barro hacia otros focos, como los de Villayo (Llanera) y Monte Coya (Piloña), donde hasta muy tarde se usó el antiquísimo torno de mano, o al centro alfarero de Somió, en Gijón. Los últimos estudios de este centro alfarero desde una perspectiva arqueológica han podido sistematizar la producción cerámica de carácter esmaltada y vidriada desde el siglo XVI al siglo XVIII. La división, que se puede consultar, se resume en producciones que van desde el consumo y servicio de alimentos sólidos/semilíquidos, como cuencos y fuentes, líquidos, como aceiteras, jarritas, vasos, hasta usos múltiples, aseo e higiene.  
Natacha Seseña anota las «raíces mudéjares» de la loza basta de Faro, con influencia de la cerámica verde y manganeso o loza "verdimorada" de Teruel y los focos levantinos, y data sus orígenes en el siglo xiii. Describe la historiadora y etnógrafa la circunstancia de que no existieran alfares, pues los artesanos trabajaban en los zaguanes, bajo los hórreos en primavera y verano. En cuando a la salida de su producción, la cacharrería de Faro llegaba a los mercados de Oviedo, Grado Avilés y Villaviciosa. A pesar de ello, una datación de C14 extraída de un horno de las excavaciones de El Cantu del Rey, situó el inicio de las producciones farucas entre los siglos XI y XII. Este tipo de alfarería destacaba por usar un barro "refractario" de color rojizo y cocerse en una atmósfera alterna que permita que el exterior esté negruzco (cocción reductora) y el interior mantenga el color rojizo de la pasta.

### Miranda
Se ha datado el origen de la cerámica mirandesa ya en los siglos x y xi, como han confirmado en el inicio del siglo xxi investigaciones arqueológicas realizadas en la comarca, y en concreto en el edificio de Miranda del siglo xiv conocido como palacio de Valdecarzana, donde aparecieron abundantes restos del conjunto de formas alfareras tradicionales de esta zona de Asturias con mil años de antigüedad. Asimismo, los investigadores han localizado puntuales referencias en el Archivo Notarial de Oviedo (con registro de olleros en Miranda desde 1644, y documentos jurídicos desde 1657), en documentos del Archivo Histórico Provincial de Oviedo (desde 1669) y el Archivo del Ayuntamiento de Avilés. Si bien quizá el documento más conocido y trascendente es el relato del ilustrado Jovellanos en sus Diarios. También se censa la industria del «barro negro» en Miranda en el Diccionario geográfico-estadístico de España y Portugal publicado por Sebastián Miñano en 1826.

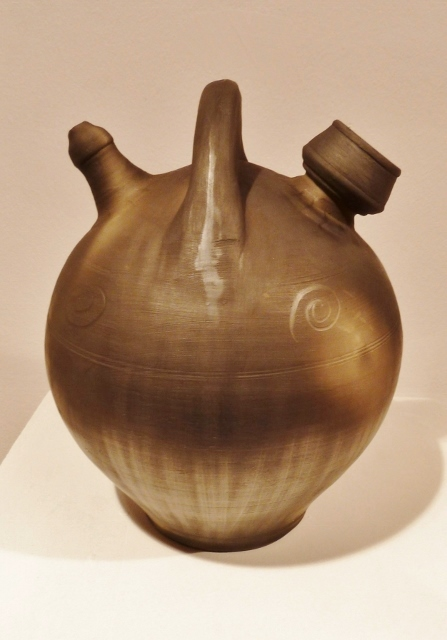
Botijo de alfarería negra de Miranda (Avilés). Museo de la Historia Urbana de Avilés. Exposición "Alfarería tradicional de España: la Asturias alfarera" en el centro municipal de arte y exposiciones.

A pesar de su casi extinción, debido al abandono de los alfares y la emigración de sus alfareros en el inicio del siglo XX –Seseña y Feito dan la fecha aproximada de 1910–, la producción artesanal se incentivó con la apertura en 1975 de la Escuela de Cerámica de Miranda. A partir de la iniciativa del investigador, coleccionista y párroco José Manuel Feito, se promovió la recuperación no solo de las de formas singulares de la cerámica negra asturiana, sino asimismo de las técnicas tradicionales, los hornos, sistemas de cocción, localización de barreras de arcilla, etc. Otro enclave importante para el desarrollo de esta tarea fue la casa-taller «El Alfar», fundado por el profesor Ricardo Fernández López, impulsor del centro municipal de cerámica de Avilés.
Entre las piezas alfareras tradicionales de la alfarería negra asturiana pueden citarse: la escudilla —utilizada como tazón—; la quesera; cazuelas y pucheros para cocinar; la jarra con su típica panza bruñida verticalmente; la “botía”, para batir manteca; la cántara, usada como orza para conservar la matanza del cerdo; el botijo, diseñado como botija de carro o  cantimplora para transportar el agua («con un colador en la boca y un guijarro en su interior para facilitar su limpieza»). Materialmente destacan por tener micas como desgrasante, cocerse en una atmósfera reductora (de ahí su color), ya sea en la primera cocción, como en su segunda. Con esto, además de un bruñido posterior, se dota a la pieza de un acabado muy brillante.

## Llamas del Mouro

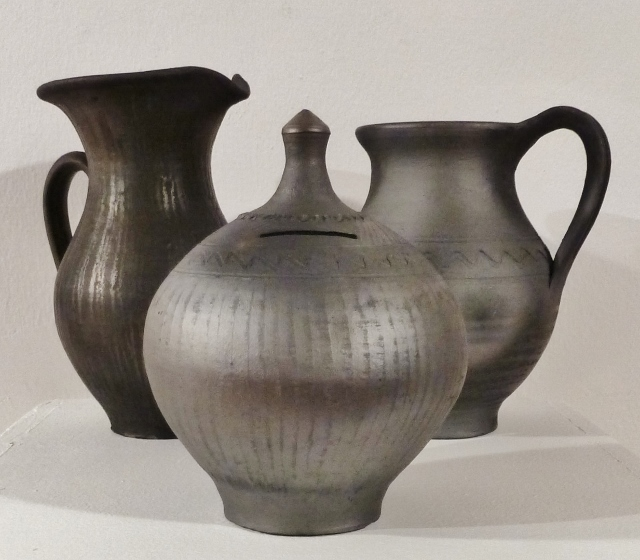
«Cavero», hucha y puchero de café, piezas recuperadas de la tradicional alfarería negra de Llamas del Mouro.

La producción de Llamas, en el concejo de Cangas del Narcea, similar a la de Miranda y Faro en morfología, técnicas y proceso, documenta periodos de actividad en las décadas anteriores a la guerra civil española y en la de 1950, cuando conservaba 16 alfares. De entre el conjunto de piezas tradiciones de esta localidad cabría mencionar los «pucheiros» para cocinar, los «xarros» de agua, las «otsas» y las «tarreñas» (para conservar las natas de la leche); las «queiseiras» o moldes para hacer el queso; o los «xarros de pixulin», barriles cilíndricos con dos asas enfrentadas, junto a la boca de la vasija, que recuerda la morfología y elegancia de algunas vasijas de la cerámica griega y romana. Como otras producciones de la típica alfarería asturiana, además del pequeño comercio local, la producción se mantenía con los mercados y las ferias de localidades grandes como Cangas del Narcea, Avilés, Oviedo o Pola de Siero.

## Alfares desaparecidos
José Manuel Feito enumera los alfares desaparecidos de Soto de Dego y Cangas de Arriba (Cangas de Onís), El Sierru, Monte Coya y La Carabaña (Piloña), Villayo (Llanera), Valliniello (Avilés), Moire y San Miguel de Quiloño (Castrillón), Marcenado, La Cabaña y El Rayu (Pola de Siero, en la parroquia de Vega de Poja) y Somió (Gijón). Y citaba la permanencia de dos alfareros a principios del siglo xx, Senén Puente, en Pola de Siero, y Adolfo Menéndez, en Valliniello. Seseña recuerda también la importancia de los tejeros o «tamargos» de Llanes y Ribadesella, de cuya vida trashumante, marginación social, jerga (la “xíriga”) y vivencias se ocupó Feito en sus estudios sobre la Artesanía popular asturiana.  Jovellanos, por su parte, habla de las alfareras de Ceceda, en el concejo de Nava, que laboraban al aire libre en tornos de mano rudimentarios, muy similares a los que Adolf Rieth describía en la década de 1960 como «mesa giratoria», actividad que relaciona el foco alfarero asturiano con las alfareras de Gundivós en Lugo, o de Moveros y Pereruela, en Zamora.

### Loza fina
Asimismo, existieron fábricas de loza fina (con tipos de estampación al estilo inglés). Destaca la fundada en 1781 por Díaz Valdés y un súbdito inglés nombrado como Mr. Price, establecida en Miranda de Avilés. A su altura puede colocarse la loza de tipo Bristol que se fabricó en la parroquia de Villar y Marcenado (Pola de Siero), también citada por Jovellanos y cuya marca industrial representaba «una cruz con trazos a los lados».